# Września (roślina)

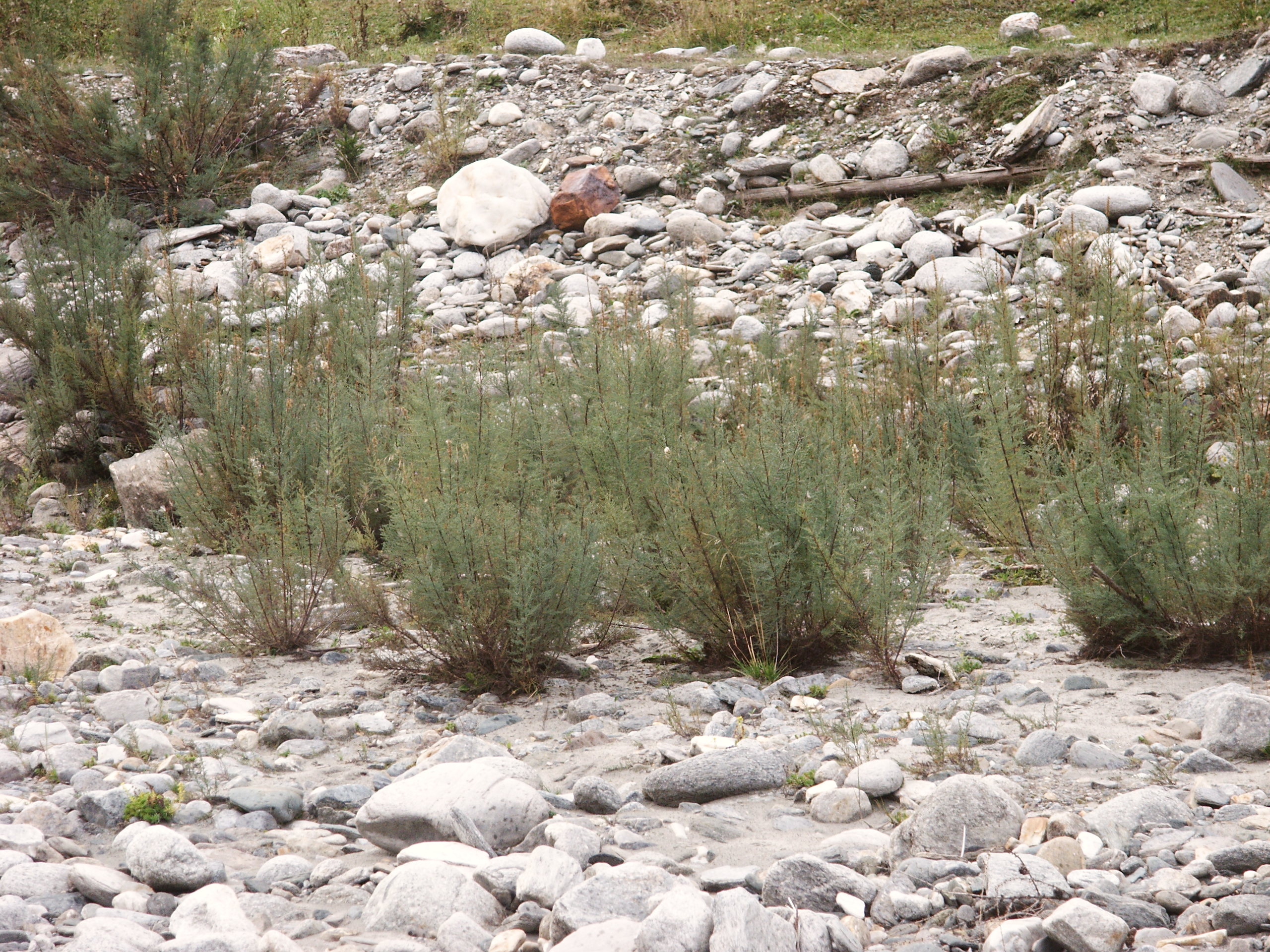
Zbiorowisko wrześni pobrzeżnej

Września (Myricaria L.) – rodzaj krzewów i krzewinek z rodziny tamaryszkowatych. Liczy około 13 gatunków rosnących głównie w Azji środkowej (10 gatunków), poza tym w Azji zachodniej i Europie. Wszystkie gatunki są podobne do siebie, przez co trudne do odróżnienia. W Polsce występuje tylko jeden gatunek – września pobrzeżna (Myricaria germanica).

## Morfologia
PokrójKrzewy i krzewinki o pędach prosto wzniesionych lub płożących po ziemi.
LiścieDrobne, łuskowate, skrętoległe i opadające na zimę. Blaszka niepodzielona i całobrzega. Liście wyrastają gęsto zwykle na tegorocznych pędach.
KwiatyObupłciowe, krótkoszypułkowe, zebrane w boczne lub szczytowe grona lub wiechy. Przysadki o brzegu miej lub bardziej błoniastym. Także końce pięciu zrośniętych działek kielicha są zwykle błoniaste na brzegu. Płatki korony są różowe, czerwone lub białe, jajowate lub wąskoeliptyczne, na końcu tępe lub piłkowane, często zagięte. Pręciki w liczbie 10, w tym 5 jest dłuższych, 5 krótszych, z nitkami u dołu złączonymi, rzadziej wolnymi. Słupek złożony jest z trzech owocolistków i zakończony jest główkowatym znamieniem.
OwoceTrójdzielne torebki z bardzo licznymi nasionami opatrzonymi puchem.

## Systematyka
Synonimy
Myrtama Ovczinnikov & Kinzikaëva; Tamaricaria Qaiser & Ali.
Pozycja systematyczna według Angiosperm Phylogeny Website (aktualizowany system APG IV z 2016)
Rodzaj z rodziny tamaryszkowatych (Tamaricaceae), która jest grupą siostrzaną dla pomorzlinowatych (Frankeniaceae) i wraz z nią oraz z szeregiem innych rodzin tworzy rząd goździkowców w obrębie dwuliściennych właściwych. W obrębie rodziny wraz z dwoma innymi rodzajami należy do plemienia Tamariscaceae.
Wykaz gatunków
- Myricaria albiflora Grierson & D.G. Long
- Myricaria bracteata Royle
- Myricaria elegans Royle
- Myricaria germanica (L.) Desv. – września pobrzeżna
- Myricaria laxa W.W. Sm.
- Myricaria laxiflora (Franch.) P.Y. Zhang & Y.J. Zhang
- Myricaria paniculata P.Y. Zhang & Y.J. Zhang
- Myricaria platyphylla Maxim.
- Myricaria prostrata Hook. f. & Thomson
- Myricaria pulcherrima Batalin
- Myricaria rosea W.W. Sm.
- Myricaria squamosa Desv.
- Myricaria wardii C. Marquand